# Старчков Олександр Іванович
Олександр Іванович Старчков (рос. Александр Иванович Старчков; 29 листопада 2000, Ялушево, Росія — 30 квітня 2022, Діброва, Україна) — російський військовик, рядовий ЗС РФ. Герой Російської Федерації (2022, посмертно).

## Біографія
Закінчив Чуварлейську середню загальноосвітню школу і Алатирський технологічний технікум. Був призваний на строкову військову службу, після якої у 2021 році підписав контракт. Учасник вторгнення в Україну, водій роти матеріального забезпечення 3-ї окремої бригади спеціального призначення. Загинув у бою.